# Corôa
Corôa is een Kaapverdische voetbalclub uit Nossa Senhora do Monte op het eiland Brava. De club speelt in de Brava Island League, waarvan de kampioen deelneemt aan het Kaapverdisch voetbalkampioenschap, de eindronde om de landstitel.

## Erelijst
Brava Eiland Divisie
2007/08